# Dimayor 2008
El Campeonato Oficial DIMAYOR 2008 fue la trigésima edición de la mayor competición de la División Mayor del Básquetbol de Chile, con la participación de 12 equipos.
Se jugaron tres fases: 
- Fase zonal: se dividió a los equipos en dos grupos por ubicación geográfica. Los equipos de cada grupo se enfrentan todos contra todos, en dos ruedas. Los dos primeros puestos de cada grupo se enfrentarán en un torneo denominado Top 4, en la ciudad de Concepción. El ganador del Top 4 obtendrá el derecho a participar en la Liga de las Américas 2008-09

- Torneo oficial: todos los equipos, indistintamente del grupo al que pertenezcan, se enfrentarán todos contra todos, en dos ruedas. Cada equipo partirá con el 50% del puntaje obtenido en la Fase Zonal.

- Fase de play-offs: los ocho mejores equipos de la fase regular se enfrentarán entre sí en un sistema de llaves, donde el mejor clasificado jugará contra el peor, y así sucesivamente. Los cuartos de final y semifinales se definirán al mejor de 5 juegos, y la final, al mejor de 7. Ambos finalistas serán representantes de Chile en la Liga Sudamericana de Clubes 2009, pero solo el ganador podrá disputar el Campeonato Sudamericano de Clubes Campeones 2009.

## Equipos participantes
| Dimayor 2008               | Dimayor 2008 | Dimayor 2008              | Dimayor 2008 | Dimayor 2008                     |
| Equipo                     | Ciudad       | Gimnasio                  | Capacidad    | Títulos                          |
| -------------------------- | ------------ | ------------------------- | ------------ | -------------------------------- |
| Universidad Católica       | Las Condes   | Santa Rosa de Las Condes  | 1200         | 5 (2005, 1986, 1985, 1984, 1983) |
| Provincial Osorno          | Osorno       | Monumental Maria Gallardo | 5400         | 4 (2006, 2004, 2000, 1999)       |
| U. de Concepción           | Concepción   | Casa del Deporte          | 2500         | 3 (1998, 1997, 1995)             |
| Provincial Llanquihue      | Puerto Varas | Fiscal de Puerto Varas    | 1500         | 2 (2003, 2002)                   |
| Deportes Ancud             | Ancud        | Fiscal                    | 3000         | 2 (1989, 1987)                   |
| Liceo Mixto                | Los Andes    | Juan Muñoz Herrera        | 800          | 1 (2007)                         |
| Deportivo Valdivia         | Valdivia     | Antonio Azurmendy Riveros | 4500         | 1 (2001)                         |
| Español de Talca           | Talca        | Municipal de Talca        | S/I          | 1 (1981)                         |
| Boston College             | Maipú        | Boston College            | S/I          |                                  |
| Puente Alto Club Deportivo | Puente Alto  | Municipal de Puente Alto  | 2000         |                                  |
| U. de Los Lagos            | Puerto Montt | Campus Chinquihue         | 800          |                                  |
| Deportes Castro            | Castro       | Fiscal                    | 1500         |                                  |

## Fase Zonal

### Zona Norte
| Pos | Equipo           | Pts | PJ | G | P | GF  | GC  | DIF |
| --- | ---------------- | --- | -- | - | - | --- | --- | --- |
| 1   | U. de Concepción | 18  | 10 | 8 | 2 | 822 | 787 | +35 |
| 2   | Liceo Mixto      | 17  | 10 | 7 | 3 | 915 | 821 | +94 |
| 3   | Puente Alto CD   | 16  | 10 | 6 | 4 | 845 | 823 | +22 |
| 4   | Univ. Católica   | 14  | 10 | 4 | 6 | 709 | 752 | -43 |
| 5   | Boston College   | 14  | 10 | 4 | 6 | 810 | 842 | -32 |
| 6   | Español de Talca | 11  | 10 | 1 | 9 | 708 | 784 | -76 |

#### Resultados
| Local \ Visita            | BC     | PA     | UC    | LM      | UCN    | ESP   |
| ------------------------- | ------ | ------ | ----- | ------- | ------ | ----- |
| Boston College            |        | 83–100 | 77–74 | 85–80   | 86–91  | 88–94 |
| Puente Alto CD            | 97–86  |        | 91–75 | 92–89   | 90–93  | 81–58 |
| Universidad Católica      | 73–63  | 80–72  |       | 70–80   | 63–73  | 73–71 |
| Liceo Mixto               | 97–102 | 90–68  | 98-73 |         | 105–80 | 93–84 |
| Universidad de Concepción | 80–77  | 86–70  | 64–53 | 100–105 |        | 72–66 |
| Español de Talca          | 56–63  | 83–84  | 63–69 | 67–78   | 66–83  |       |

### Zona Sur
| Pos | Equipo                | Pts | PJ | G | P | GF  | GC  | DIF |
| --- | --------------------- | --- | -- | - | - | --- | --- | --- |
| 1   | Deportes Castro       | 18  | 10 | 8 | 2 | 878 | 800 | +78 |
| 2   | Deportivo Valdivia    | 17  | 10 | 7 | 3 | 835 | 773 | +62 |
| 3   | Deportes Ancud        | 16  | 10 | 6 | 4 | 738 | 740 | -2  |
| 4   | U. de Los Lagos       | 13  | 10 | 3 | 7 | 819 | 828 | -9  |
| 5   | Provincial Osorno     | 13  | 10 | 3 | 7 | 772 | 820 | -48 |
| 6   | Provincial Llanquihue | 13  | 10 | 3 | 7 | 754 | 835 | -81 |

#### Resultados
| Local \ Visita           | ANC   | VAL   | OSO   | CAS   | ULL    | LLAN  |
| ------------------------ | ----- | ----- | ----- | ----- | ------ | ----- |
| Deportes Ancud           |       | 84–82 | 79–63 | 63–62 | 79–72  | 64–62 |
| Deportes Valdivia        | 75–68 |       | 82–69 | 97–93 | 71–61  | 78–55 |
| Provincial Osorno        | 82–74 | 94–88 |       | 77–85 | 72–80  | 83–60 |
| Deportes Castro          | 84–71 | 97–89 | 88-75 |       | 95–83  | 87–73 |
| Universidad de Los Lagos | 68–70 | 90–97 | 95–77 | 84–92 |        | 87–71 |
| Pronvicial Llanquihue    | 90–86 | 62–76 | 89–80 | 88–95 | 104–99 |       |

### Play-offs

#### Universidad de Concepciónvs.Universidad Católica
| Partido | Fecha        | Equipo local              | Resultado | Equipo visitante          | Ciudad     |
| ------- | ------------ | ------------------------- | --------- | ------------------------- | ---------- |
| 1       | 27 de agosto | Universidad Católica      | 88 - 95   | Universidad de Concepción | Santiago   |
| 2       | 30 de agosto | Universidad de Concepción | 63 - 61   | Universidad Católica      | Concepción |

Universidad de Concepción vence a Universidad Católica 2-0

#### Liceo Mixtovs. Puente Alto
| Partido | Fecha        | Equipo local | Resultado | Equipo visitante | Ciudad      |
| ------- | ------------ | ------------ | --------- | ---------------- | ----------- |
| 1       | 27 de agosto | Puente Alto  | 86 - 72   | Liceo Mixto      | Puente Alto |
| 2       | 30 de agosto | Liceo Mixto  | 96 - 78   | Puente Alto      | Los Andes   |
| 3       | 31 de agosto | Liceo Mixto  | 86 - 79   | Puente Alto      | Los Andes   |

Liceo Mixto vence a Puente Alto 2-1

#### Deportes Castro vs. Universidad de Los Lagos
| Partido | Fecha        | Equipo local             | Resultado | Equipo visitante         | Ciudad       |
| ------- | ------------ | ------------------------ | --------- | ------------------------ | ------------ |
| 1       | 27 de agosto | Universidad de Los Lagos | 84 - 62   | Deportes Castro          | Puerto Montt |
| 2       | 30 de agosto | Deportes Castro          | 79 - 73   | Universidad de Los Lagos | Castro       |
| 3       | 31 de agosto | Deportes Castro          | 108 - 95  | Universidad de Los Lagos | Castro       |

Deportes Castro vence a Universidad de Los Lagos 2-1

#### Deportivo Valdiviavs.Deportes Ancud
| Partido | Fecha        | Equipo local       | Resultado | Equipo visitante   | Ciudad   |
| ------- | ------------ | ------------------ | --------- | ------------------ | -------- |
| 1       | 27 de agosto | Deportes Ancud     | 76 - 73   | Deportivo Valdivia | Ancud    |
| 2       | 30 de agosto | Deportivo Valdivia | 82 - 75   | Deportes Ancud     | Valdivia |
| 3       | 31 de agosto | Deportivo Valdivia | 83 - 69   | Deportes Ancud     | Valdivia |

Deportes Valdivia vence a Deportes Ancud 2-1

### Top 4

#### Semifinales
| Fecha            | Hora  | Equipo local     | Resultado | Equipo visitante   | Ciudad     |
| ---------------- | ----- | ---------------- | --------- | ------------------ | ---------- |
| 27 de septiembre | 18:00 | Liceo Mixto      | 73 - 89   | Deportes Castro    | Concepción |
| 27 de septiembre | 20:00 | U. de Concepción | 95 - 82   | Deportivo Valdivia | Concepción |

#### 3º y 4º Lugar
| Fecha            | Hora | Equipo local | Resultado | Equipo visitante   | Ciudad     |
| ---------------- | ---- | ------------ | --------- | ------------------ | ---------- |
| 28 de septiembre |      | Liceo Mixto  | 95-98     | Deportivo Valdivia | Concepción |

#### Final
| Fecha            | Hora  | Equipo local     | Resultado | Equipo visitante | Ciudad     |
| ---------------- | ----- | ---------------- | --------- | ---------------- | ---------- |
| 28 de septiembre | 20:00 | U. de Concepción | 89-79     | Deportes Castro  | Concepción |

##### Campeón
| Campeón U. de Concepción 1º título |

## Torneo Oficial
| Pos | Equipo           | Pts  | P/Zon | P/Ofi | PJ | G  | P  | GF   | GC   | DIF  |
| --- | ---------------- | ---- | ----- | ----- | -- | -- | -- | ---- | ---- | ---- |
| 1   | U. de Concepción | 47,0 | 9,0   | 38,0  | 22 | 16 | 6  | 1934 | 1745 | +189 |
| 2   | Dep. Castro      | 46,0 | 9,0   | 37,0  | 22 | 15 | 7  | 1908 | 1802 | +106 |
| 3   | Liceo Mixto      | 44,5 | 8,5   | 36,0  | 22 | 14 | 8  | 1966 | 1836 | +130 |
| 4   | Boston College   | 43,0 | 7,0   | 36,0  | 22 | 14 | 8  | 1936 | 1850 | +86  |
| 5   | Dep. Valdivia    | 42,5 | 8,5   | 34,0  | 22 | 12 | 10 | 1865 | 1822 | +43  |
| 6   | Puente Alto CD   | 42,0 | 8,0   | 34,0  | 22 | 12 | 10 | 1915 | 1831 | +84  |
| 7   | Univ. Católica   | 39,0 | 7,0   | 32,0  | 22 | 10 | 12 | 1702 | 1772 | -70  |
| 8   | Prov. Osorno     | 38,5 | 6,5   | 32,0  | 22 | 10 | 12 | 1989 | 2025 | -36  |
| 9   | U. de Los Lagos  | 36,5 | 6,5   | 30,0  | 22 | 8  | 14 | 1865 | 1973 | -108 |
| 10  | Dep. Español     | 36,5 | 5,5   | 31,0  | 22 | 9  | 13 | 1768 | 1850 | -82  |
| 11  | Dep. Ancud       | 35,0 | 8,0   | 27,0  | 22 | 7  | 15 | 1574 | 1701 | -127 |
| 12  | Prov. Llanquihue | 33,5 | 6,5   | 27,0  | 22 | 5  | 17 | 1883 | 2098 | -215 |

### Resultados
| Local \ Visita            | BC     | PA     | UC      | LM     | UCN   | ESP     | ANC    | VAL     | OSO     | CAS     | ULL    | LLAN   |
| ------------------------- | ------ | ------ | ------- | ------ | ----- | ------- | ------ | ------- | ------- | ------- | ------ | ------ |
| Boston College            |        | 94-91  | 70-79   | 90-87  | 77-83 | 72-75   | 88-82  | 98-95   | 101-96  | 76-91   | 105-78 | 131-75 |
| Puente Alto CD            | 79-89  |        | 89-87   | 73-78  | 80-91 | 95-79   | 86-53  | 88-75   | 106-68  | 104-84  | 93-71  | 100-75 |
| Universidad Católica      | 97-83  | 78-81  |         | 80-90  | 89-81 | 73-67   | 65-56  | 84-87   | 94-93   | 72-69   | 81-57  | 69-77  |
| Liceo Mixto               | 96-78  | 95-80  | 94-81   |        | 82-83 | 96-82   | 84-88  | 107-101 | 103-95  | 87-64   | 89-78  | 96-80  |
| Universidad de Concepción | 77-78  | 96-70  | 84-68   | 100-89 |       | 90-70   | 88-64  | 92-80   | 91-98   | 93-87   | 93-78  | 81-53  |
| Español de Talca          | 67-75  | 76-89  | 82-55   | 66-80  | 91-86 |         | 79-77  | 74-71   | 91-84   | 80-77   | 74-67  | 81-87  |
| Deportes Ancud            | 83-81  | 67-78  | 73-70   | 78-71  | 62-73 | 75-89   |        | 71-66   | 76-60   | 84-97   | 75-77  | 79-62  |
| Deportes Valdivia         | 77-78  | 93-89  | 72-58   | 81-93  | 91-82 | 93-80   | 85-83  |         | 101-77  | 70-61   | 83-75  | 79-72  |
| Provincial Osorno         | 102-97 | 102-85 | 106-66  | 79-75  | 79-98 | 100-88  | 106-87 | 77-90   |         | 81-93   | 97-93  | 95-91  |
| Deportes Castro           | 88-93  | 91-79  | 92-63   | 92-90  | 86-81 | 108-93  | 20-0   | 99-92   | 97-89   |         | 101-91 | 97-78  |
| Universidad de Los Lagos  | 67-92  | 92-78  | 66-76   | 84-94  | 80-94 | 91-76   | 87-84  | 93-89   | 109-102 | 116-117 |        | 111-86 |
| Provincial Llanquihue     | 85-90  | 97-102 | 103-117 | 103-90 | 93-97 | 109-108 | 89-77  | 91-94   | 93-103  | 90-97   | 94-104 |        |

## Fase de Play-Offs
|  | Cuartos de final                   | Cuartos de final                   | Cuartos de final                   |                |   | Semifinales           | Semifinales           | Semifinales           |  |   | Final            | Final            | Final            |  |
|  | 29 de noviembre al 10 de diciembre | 29 de noviembre al 10 de diciembre | 29 de noviembre al 10 de diciembre |                |   | 22 al 20 de diciembre | 22 al 20 de diciembre | 22 al 20 de diciembre |  |   | 5 al 24 de enero | 5 al 24 de enero | 5 al 24 de enero |  |
|  |                                    |                                    |                                    |                |   |                       |                       |                       |  |   |                  |                  |                  |  |
|  |                                    |                                    |                                    |                |   |                       |                       |                       |  |   |                  |                  |                  |  |
|  | 1                                  | U. de Concepción                   | 3                                  |                |   |                       |                       |                       |  |   |                  |                  |                  |  |
|  | 1                                  | U. de Concepción                   | 3                                  |                |   |                       |                       |                       |  |   |                  |                  |                  |  |
|  | 8                                  | Prov. Osorno                       | 2                                  |                |   |                       |                       |                       |  |   |                  |                  |                  |  |
|  | 8                                  | Prov. Osorno                       | 2                                  |                | 1 | U. de Concepción      | 2                     |                       |  |   |                  |                  |                  |  |
|  |                                    |                                    |                                    |                | 1 | U. de Concepción      | 2                     |                       |  |   |                  |                  |                  |  |
|  |                                    |                                    | 4                                  | Boston College | 3 |                       |                       |                       |  |   |                  |                  |                  |  |
|  | 4                                  | Boston College                     | 4                                  | Boston College | 3 | 3                     |                       |                       |  |   |                  |                  |                  |  |
|  | 4                                  | Boston College                     |                                    |                |   |                       |                       |                       |  |   |                  |                  |                  |  |
|  | 5                                  | Dep. Valdivia                      | 0                                  |                |   |                       |                       |                       |  |   |                  |                  |                  |  |
|  | 5                                  | Dep. Valdivia                      | 0                                  |                |   |                       |                       |                       |  | 4 | Boston College   | 2                |                  |  |
|  |                                    |                                    |                                    |                |   |                       |                       |                       |  | 4 | Boston College   | 2                |                  |  |
|  |                                    |                                    | 3                                  | Liceo Mixto    | 4 |                       |                       |                       |  |   |                  |                  |                  |  |
|  | 2                                  | Deportes Castro                    | 3                                  | Liceo Mixto    | 4 | 3                     |                       |                       |  |   |                  |                  |                  |  |
|  | 2                                  | Deportes Castro                    |                                    |                |   |                       |                       |                       |  |   |                  |                  |                  |  |
|  | 7                                  | U. Católica                        | 2                                  |                |   |                       |                       |                       |  |   |                  |                  |                  |  |
|  | 7                                  | U. Católica                        | 2                                  |                | 2 | Dep. Castro           | 0                     |                       |  |   |                  |                  |                  |  |
|  |                                    |                                    |                                    |                | 2 | Dep. Castro           | 0                     |                       |  |   |                  |                  |                  |  |
|  |                                    |                                    | 3                                  | Liceo Mixto    | 3 |                       |                       |                       |  |   |                  |                  |                  |  |
|  | 4                                  | Liceo Mixto                        | 3                                  | Liceo Mixto    | 3 | 3                     |                       |                       |  |   |                  |                  |                  |  |
|  | 4                                  | Liceo Mixto                        |                                    |                |   |                       |                       |                       |  |   |                  |                  |                  |  |
|  | 6                                  | Puente Alto CD                     | 1                                  |                |   |                       |                       |                       |  |   |                  |                  |                  |  |
|  | 6                                  | Puente Alto CD                     | 1                                  |                |   |                       |                       |                       |  |   |                  |                  |                  |  |
|  |                                    |                                    |                                    |                |   |                       |                       |                       |  |   |                  |                  |                  |  |

### Primer Play-Off

#### Provincial Llanquihue - Liceo Mixto
| Partido | Fecha           | Equipo local          | Resultado | Equipo visitante      | Ciudad     |
| ------- | --------------- | --------------------- | --------- | --------------------- | ---------- |
| 1       | 21 de noviembre | Provincial Llanquihue | 60 - 78   | Liceo Mixto           | Llanquihue |
| 2       | 25 de noviembre | Liceo Mixto           | 108 - 96  | Provincial Llanquihue | Los Andes  |

Liceo Mixto vence a Provincial Llanquihue 2-0

#### Deportes Ancud - Boston College
| Partido | Fecha           | Equipo local   | Resultado | Equipo visitante | Ciudad |
| ------- | --------------- | -------------- | --------- | ---------------- | ------ |
| 1       | 21 de noviembre | Deportes Ancud | 103 - 107 | Boston College   | Ancud  |
| 2       | 25 de noviembre | Boston College | 114 - 82  | Deportes Ancud   | Maipú  |

Boston College vence a Deportes Ancud 2-0

#### Español de Talca - Deportivo Valdivia
| Partido | Fecha           | Equipo local       | Resultado | Equipo visitante   | Ciudad   |
| ------- | --------------- | ------------------ | --------- | ------------------ | -------- |
| 1       | 22 de noviembre | Español de Talca   | 81 - 74   | Deportivo Valdivia | Talca    |
| 2       | 25 de noviembre | Deportivo Valdivia | 84 - 65   | Español de Talca   | Valdivia |
| 3       | 26 de noviembre | Deportivo Valdivia | 83 - 67   | Español de Talca   | Valdivia |

Deportivo Valdivia vence a Español de Talca 2-1

#### Universidad de Los Lagos - Puente Alto CD
| Partido | Fecha           | Equipo local       | Resultado | Equipo visitante   | Ciudad       |
| ------- | --------------- | ------------------ | --------- | ------------------ | ------------ |
| 1       | 21 de noviembre | Univ. de Los Lagos | 73 - 91   | Puente Alto CD     | Puerto Montt |
| 2       | 25 de noviembre | Puente Alto CD     | 97 - 80   | Univ. de Los Lagos | Puente Alto  |

Puente Alto CD vence a Universidad de Los Lagos 2-0

#### Provincial Osorno - Universidad Católica
| Partido | Fecha           | Equipo local         | Resultado | Equipo visitante     | Ciudad     |
| ------- | --------------- | -------------------- | --------- | -------------------- | ---------- |
| 1       | 21 de noviembre | Provincial Osorno    | 88 - 101  | Universidad Católica | Osorno     |
| 2       | 25 de noviembre | Universidad Católica | 67 - 95   | Provincial Osorno    | Las Condes |
| 3       | 26 de noviembre | Universidad Católica | 84 - 75   | Provincial Osorno    | Las Condes |

Universidad Católica vence a Provincial Osorno 2-1
(Provincial Osorno clasifica al Segundo Play-Off como mejor perdedor)

### Segundo Play-Off

#### Universidad de Concepción - Provincial Osorno
| Partido | Fecha           | Equipo local      | Resultado | Equipo visitante  | Ciudad     |
| ------- | --------------- | ----------------- | --------- | ----------------- | ---------- |
| 1       | 29 de noviembre | U. de Concepción  | 83 - 63   | Provincial Osorno | Concepción |
| 2       | 30 de noviembre | U. de Concepción  | 71 - 76   | Provincial Osorno | Concepción |
| 3       | 6 de diciembre  | Provincial Osorno | 77 - 86   | U. de Concepción  | Osorno     |
| 4       | 7 de diciembre  | Provincial Osorno | 91 - 88   | U. de Concepción  | Osorno     |
| 5       | 10 de diciembre | U. de Concepción  | 88 - 67   | Provincial Osorno | Concepción |

U. de Concepción vence a Provincial Osorno 3-2

#### Deportes Castro - Universidad Católica
| Partido | Fecha           | Equipo local         | Resultado | Equipo visitante     | Ciudad   |
| ------- | --------------- | -------------------- | --------- | -------------------- | -------- |
| 1       | 29 de noviembre | Deportes Castro      | 92 - 75   | Universidad Católica | Castro   |
| 2       | 30 de noviembre | Deportes Castro      | 84 - 83   | Universidad Católica | Castro   |
| 3       | 6 de diciembre  | Universidad Católica | 92 - 61   | Deportes Castro      | Santiago |
| 4       | 7 de diciembre  | Universidad Católica | 74 - 69   | Deportes Castro      | Santiago |
| 5       | 10 de diciembre | Deportes Castro      | 94 - 65   | Universidad Católica | Castro   |

Deportes Castro vence a Universidad Católica 3-2

#### Liceo Mixto - Puente Alto CD
| Partido | Fecha           | Equipo local   | Resultado | Equipo visitante | Ciudad      |
| ------- | --------------- | -------------- | --------- | ---------------- | ----------- |
| 1       | 29 de noviembre | Liceo Mixto    | 72 - 62   | Puente Alto CD   | Los Andes   |
| 2       | 30 de noviembre | Liceo Mixto    | 94 - 66   | Puente Alto CD   | Los Andes   |
| 3       | 6 de diciembre  | Puente Alto CD | 82 - 79   | Liceo Mixto      | Puente Alto |
| 4       | 7 de diciembre  | Puente Alto CD | 71 - 84   | Liceo Mixto      | Puente Alto |

Liceo Mixto vence a Puente Alto CD 3-1

#### Boston College - Deportivo Valdivia
| Partido | Fecha           | Equipo local       | Resultado | Equipo visitante   | Ciudad   |
| ------- | --------------- | ------------------ | --------- | ------------------ | -------- |
| 1       | 29 de noviembre | Boston College     | 104 - 87  | Deportivo Valdivia | Maipú    |
| 2       | 30 de noviembre | Boston College     | 84 - 79   | Deportivo Valdivia | Maipú    |
| 3       | 6 de diciembre  | Deportivo Valdivia | 103 - 109 | Boston College     | Valdivia |

Boston College vence a Deportivo Valdivia 3-0

### Semifinales

#### Universidad de Concepción - Boston College
| Partido | Fecha           | Equipo local     | Resultado | Equipo visitante | Ciudad     |
| ------- | --------------- | ---------------- | --------- | ---------------- | ---------- |
| 1       | 13 de diciembre | U. de Concepción | 95 - 87   | Boston College   | Concepción |
| 2       | 14 de diciembre | U. de Concepción | 103 - 114 | Boston College   | Concepción |
| 3       | 20 de diciembre | Boston College   | 102 - 82  | U. de Concepción | Maipú      |
| 4       | 21 de diciembre | Boston College   | 89 - 90   | U. de Concepción | Maipú      |
| 5       | 23 de diciembre | U. de Concepción | 72 - 82   | Boston College   | Concepción |

Boston College vence a U. de Concepción 3-2

#### Deportes Castro - Liceo Mixto
| Partido | Fecha           | Equipo local    | Resultado | Equipo visitante | Ciudad    |
| ------- | --------------- | --------------- | --------- | ---------------- | --------- |
| 1       | 13 de diciembre | Deportes Castro | 98 - 102  | Liceo Mixto      | Castro    |
| 2       | 14 de diciembre | Deportes Castro | 81 - 90   | Liceo Mixto      | Castro    |
| 3       | 20 de diciembre | Liceo Mixto     | 104 - 65  | Deportes Castro  | Los Andes |

Liceo Mixto vence a Deportes Castro 3-0

### Final

#### Liceo Mixto - Boston College
| Partido | Fecha       | Equipo local   | Resultado | Equipo visitante | Ciudad    |
| ------- | ----------- | -------------- | --------- | ---------------- | --------- |
| 1       | 3 de enero  | Liceo Mixto    | 100 - 87  | Boston College   | Los Andes |
| 2       | 4 de enero  | Liceo Mixto    | 78 - 75   | Boston College   | Los Andes |
| 3       | 10 de enero | Boston College | 111 - 98  | Liceo Mixto      | Maipú     |
| 4       | 11 de enero | Boston College | 105 - 93  | Liceo Mixto      | Maipú     |
| 5       | 14 de enero | Liceo Mixto    | 98 - 92   | Boston College   | Los Andes |
| 4       | 17 de enero | Boston College | 82 - 88   | Liceo Mixto      | Maipú     |

Liceo Mixto vence a Boston College 4-2

## Campeón
| Campeón Liceo Mixto 2º título |